# 長老 (正教会)

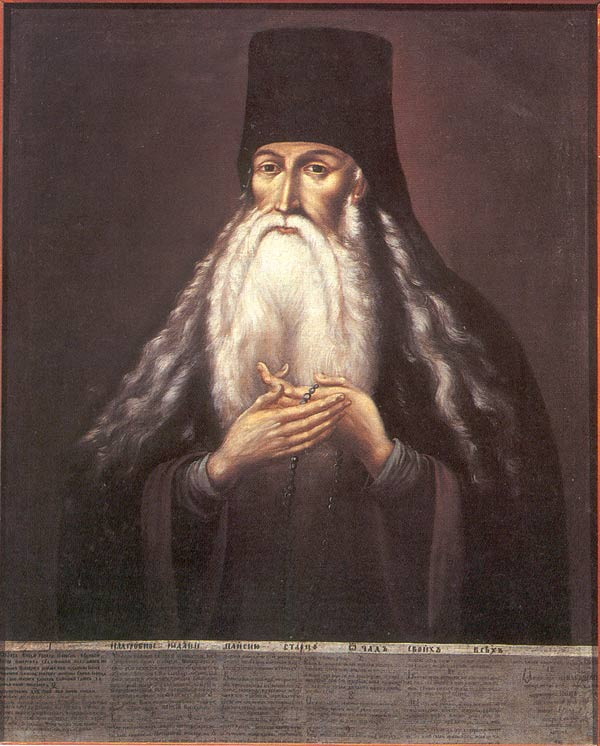
聖パイシイ・ヴェリチコフスキイの肖像

正教会における長老（ロシア語: стáрец, 英語: Starets、スターレツ）は、正教会において、精神的に優れていると認められ、精神的指導を行う年長者。神品（聖職者）でもある者もいれば、神品ではない者もいる。
歴史的にはロシア正教会において発展した制度であり同教会で言及される事が多いが、セルビア正教会、ギリシャ正教会、ルーマニア正教会など、他の地域の正教会にも長老と呼ばれる人々の系譜が現代まで連なっており、ギリシャ語では"Γέρων"（ゲロン）と表記される。
日本正教会訳聖書で、スターレツに対応しない者に「長老」との訳語が当てられているケースもあるが、本項ではスターレツに対応する者について詳述する。

## 概要
長老とは、修道院で精神的指導に当たる年長の修道士を指す事が多いが、稀に修道士ではない者も長老とされる事がある。また、神品（聖職者）に叙聖されずにこの任に当たっているケースもある。
代表的な長老としては、ザドンスクのティーホン（1783年永眠）、パイシイ・ヴェリチコフスキイ（1794年永眠）、サロフのセラフィム（1833年永眠）などが挙げられる。
精神的指導の源流は3世紀前後のエジプト、シリアにおける砂漠の聖師父に求められるが、特にロシア正教会において18世紀に長老制が発展した。これは聖務会院によって統括されたロシア正教会が硬直化し、西欧化に正教会の伝統が脅かされる中で、精神的な指導を仰ぎ救いを得ようとした人々の望みがロシア帝国内に広範に存在し、既存のヒエラルキーにとらわれない指導者が求められた事情が背景にあった。
ドストエフスキーの『カラマーゾフの兄弟』に登場する長老ゾシマは、この任に当たる人物として描かれている。